# Индермюле, Томас
Томас Индермюле (нем. Thomas Indermühle; род. 4 октября 1951, Берн) — швейцарский гобоист и музыкальный педагог; солист Роттердамского филармонического оркестра и Нидерландского камерного оркестра, преподаватель Цюрихской высшей школы искусств и высшей школы музыки Карлсруэ, лауреат международных конкурсов.

## Биография
Томас Индермюле родился в музыкальной семье. Учился он у Хайнца Холлигера во Фрайбургской Высшей школе музыки и у Мориса Бурга в Париже. Окончив обучение, Индермюле стал солистом Роттердамского филармонического оркестра и Нидерландского камерного оркестра. В 1974 году он стал лауреатом международного конкурса в Праге, в 1976 — международного конкурса ARD в Мюнхене.
Томас Индермюле выступал с сольными концертами практически во всех странах Европы, а также в США, Канаде, Австралии, Японии и Корее. Он основал ансамбль имени Куперена, специализирующийся на исполнении музыки эпохи барокко. Его аудиозаписи изданы под лейблами Philips, EMI, Novalis и др.
С 1984 года Томас Индермюле преподавал гобой в Цюрихской высшей школе искусств, с 1989 — в высшей школы музыки Карлсруэ.